# Plagiolepis solitaria
Plagiolepis solitaria é uma espécie de formiga do gênero Plagiolepis, pertencente à subfamília Formicinae.